# VPN 차단

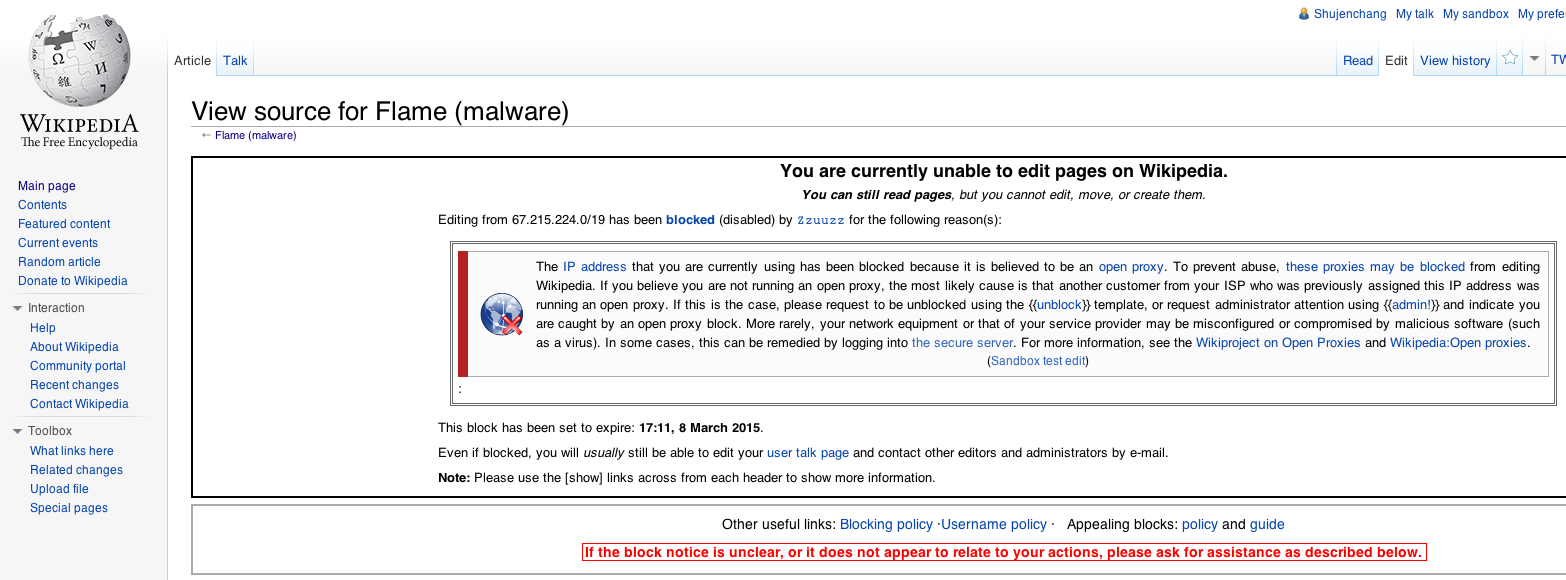
위키백과의 스크린샷: 일부 위키미디어 재단 프로젝트에 의해 차단된 VPN의 IP

VPN 차단(VPN blocking)은 VPN(가상사설망) 시스템에서 사용되는 암호화된 프로토콜 터널링 통신 방법을 차단하는 데 사용되는 기술이다. 중앙 정부나 기업과 같은 대규모 조직에서 자주 사용되는 이 VPN은 네트워크 방화벽 시스템을 우회하기 위해 VPN을 사용하는 것을 방지함으로써 컴퓨터 보안이나 인터넷 검열을 위한 도구 역할을 할 수 있다.

## 설명
VPN 접속을 차단하는 방법은 몇 가지가 있다. 연결을 설정하고 데이터를 전송하기 위해 PPTP 또는 L2TP와 같은 일반적인 VPN 터널링 프로토콜에서 사용되는 포트 (컴퓨터 네트워킹)는 시스템 관리자가 닫아 특정 네트워크에서의 사용을 방지할 수 있다. 마찬가지로 서비스는 VPN 공급자에 속하는 것으로 알려진 IP 주소 및 IP 주소 대역의 액세스를 차단하여 액세스를 금지할 수 있다. VPN 사용에는 해당 정부 관할권 하에서 작동하지 않는 원격 호스트에 대한 연결이 포함될 수 있으므로 일부 정부는 해외 IP 주소에 대한 모든 액세스를 차단하는 것으로 알려져 있다.
조직이 방화벽을 우회하는 VPN 액세스를 차단하려는 노력을 강화함에 따라 VPN 제공업체는 연결의 눈에 띄지 않도록 보다 정교한 기술을 활용하여 이에 대응했다. 예를 들어, 중국 정부가 VPN 프로토콜을 식별하기 위해 심층 패킷 검사를 사용하기 시작하자 골든 프로그(Golden Frog) 회사는 탐지를 피하기 위해 인기 있는 VyprVPN 서비스에 대한 오픈VPN 패킷 메타데이터를 뒤섞기 시작했다.

## 같이 보기
- 심층 패킷 검사
- 스테가노그래피